# Мьелде, Марин
Марин Недвал Мьелде (норв. Maren Nævdal Mjelde; род. 6 ноября 1989, Берген) — норвежская футболистка, выступающая за женскую сборную Норвегии. Ранее она играла за шведский «Гётеборг» в Дамаллсвенскане, в потсдамском «Турбине» в немецкой Бундеслиге, английский «Челси» в Суперлиге, а также за команды норвежской Топпсериен «Арна-Бьёрнар» и «Авальдснесс». Её старший брат, Эрик Мьелде, также был футболистом, завершившим профессиональную карьеру в 2019 году.

## Клубная карьера
Марин Мьелде присоединилась к норвежскому клубу «Арна-Бьёрнар» в 2005 году, в возрасте 15 лет. В сезоне 2012 года клуб завершил чемпионат Норвегии, заняв третье место и заработав тем самым бронзовые медали. Мьелде перешла в немецкий клуб «Турбине» ещё до начала сезона 2013 года. Во второй половине сезона она сыграла во всех матчах клуба, который занял второе место в чемпионате Германии и стал финалистом национального кубка.
22 ноября 2016 года Мьелде подписала контракт с английским «Челси» до 2018 года.
16 ноября 2019 года Мьелде забила единственный гол в историческом победном матче «Челси» против «Манчестер Юнайтед», первой игре, когда-либо сыгранной между этими двумя женскими командами в Женской суперлиге Футбольной ассоциации.

## Карьера в сборной
В октябре 2007 года Мьелде дебютировала за сборную Норвегии, в мачте против команды России. Она включалась в составы национальной сборной для участия в чемпионате Европы 2009 года и чемпионате мира 2011 года, в плей-офф отборочного турнира которого Мьелде забила свой первый гол за сборную Норвегии, отличившись в ворота Украины.
Мьелде была вице-капитаном сборной Норвегии в 2011 и 2012 годах во время отборочной кампании к чемпионату Европы 2013 года и исполняла обязанности капитана во многих матчах. На самом турнире она впервые играла на правом фланге и играла роль капитана команды в матче группового этапа, в котором норвежки с минимальным счётом обыграли Германию. Тем же немкам Норвегия проиграла в финале первенства, также со счётом 0:1, а Мьелде был включена УЕФА в символическую сборную этого турнира.
Мьелде была включена в состав сборной Норвегии на женский чемпионат мира 2015 года её главным тренером-ветераном Эвеном Пеллерудом. Она забила гол в ничейном (1:1) поединке с немками на групповом этапе и принимала участие в матче 1/8 финала, в котором норвежки уступили англичанкам.

## Достижения
«Челси»
- Чемпион Англии (3): 2017/18, 2019/20, 2020/21
- Обладатель Кубка Англии: 2018
- Обладатель Кубка лиги: 2020
- Финалистка Лиги чемпионов УЕФА: 2020/21